# Апре
Апре (фр. Aprey) насеље је и општина у североисточној Француској у региону Шампања-Ардени, у департману Горња Марна која припада префектури Лангр.
По подацима из 2011. године у општини је живело 188 становника, а густина насељености је износила 11,96 становника/km². Општина се простире на површини од 15,72 km². Налази се на средњој надморској висини од 400 метара.

## Демографија
| 1962. | 1968. | 1975. | 1982. | 1990. | 1999. | 2011. |
| ----- | ----- | ----- | ----- | ----- | ----- | ----- |
| 198   | 205   | 185   | 199   | 171   | 188   | 188   |

График промене броја становника у току последњих година